# Ma Fleur
Ma Fleur est le 5ème album du groupe The Cinematic Orchestra, sorti sur le label Ninja Tune le 7 mai 2007. On y retrouve des featurings de la chanteuse jazz Fontella Bass, du leader du groupe de rock québécois Patrick Watson and the Wooden Arms, et de Lou Rhodes, chanteuse du duo anglais de musique électronique Lamb.

## Liste des titres
1. To Build a Home (avec Patrick Watson)
2. Familiar Ground (avec Fontella Bass)
3. Child Song
4. Music Box (avec Lou Rhodes (en) et Patrick Watson)
5. Prelude
6. As the Stars Fall
7. In To You (avec Patrick Watson)
8. Ma Fleur
9. Breathe (avec Fontella Bass)
10. That Home (avec Patrick Watson)
11. Time and Space (avec Lou Rhodes (en))